# Western Canada Senior Hockey League
Western Canada Senior Hockey League (WCSHL) var en kanadensisk amatörishockeyliga som var verksam mellan 1945 och 1951 och bestod av lag från provinserna Alberta och Saskatchewan. 1951 gick man ihop med Pacific Coast Hockey League (PCHL) och ett år senare blev den kombinerade ligan Western Hockey League (WHL).

## Lagen
De lag som spelade i WSCHL under ligans existens.
| Alberta - Calgary Stampeders (1945–1951) - Edmonton Flyers (1945–1951) - Lethbridge Maple Leafs (1946–1949) | Saskatchewan - Regina Capitals (1945–1951) - Saskatoon Elks (1945–1947) - Saskatoon Quakers (1947–1951) |

## Mästare
De lag som vann WCSHL.
| - 1945–1946: Calgary Stampeders* - 1946–1947: Calgary Stampeders - 1947–1948: Edmonton Flyers* | - 1948–1949: Regina Capitals - 1949–1950: Calgary Stampeders - 1950–1951: Saskatoon Quakers |

'* = De lag som även lyckades bärga Allan Cup, trofén går till det lag som vinner Kanadas nationella amatörmästerskap i ishockey.